# Parodia nivosa
Parodia nivosa es una especie fanerógama perteneciente a la familia de las Cactaceae.

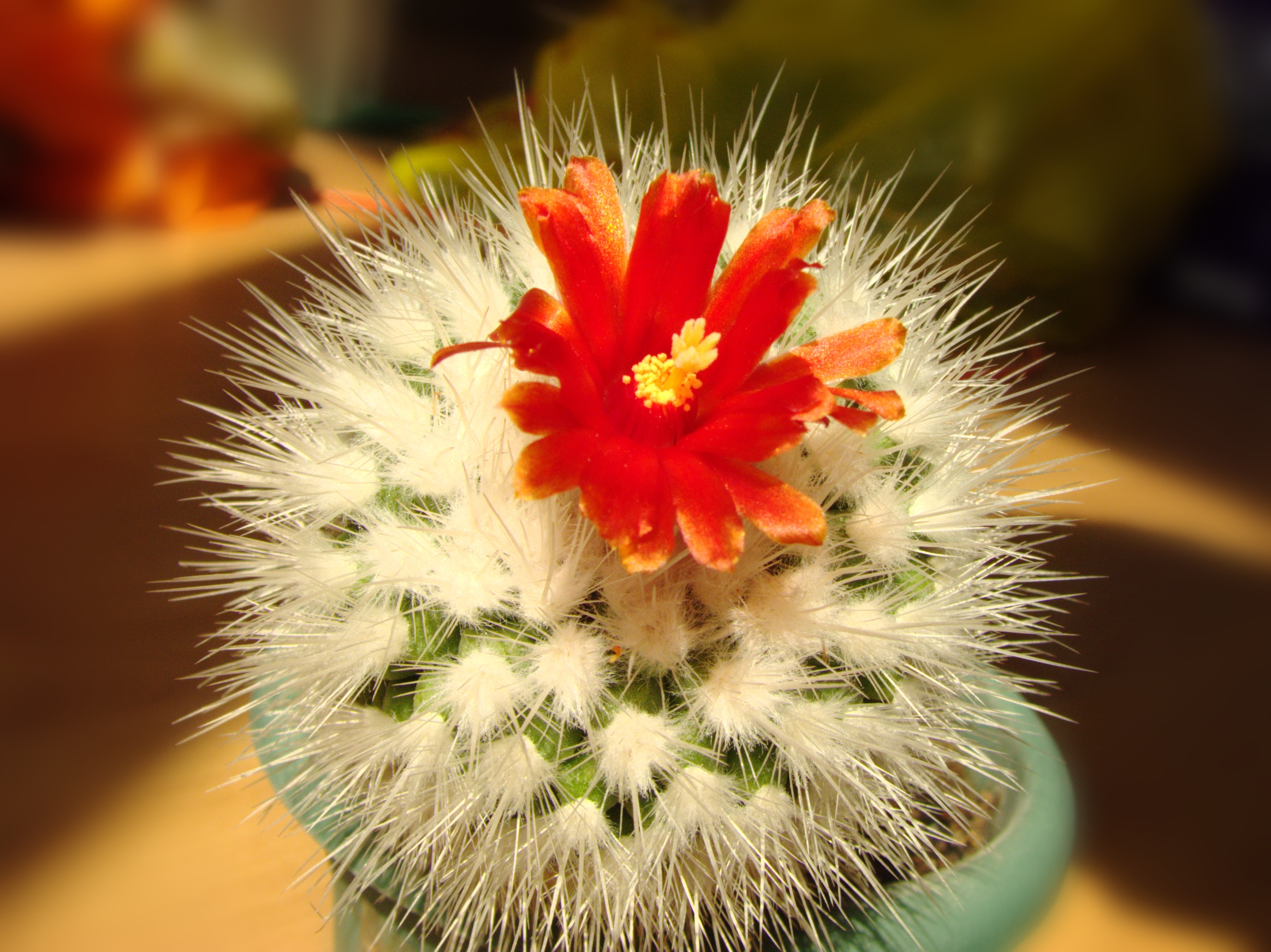
Vista de la planta

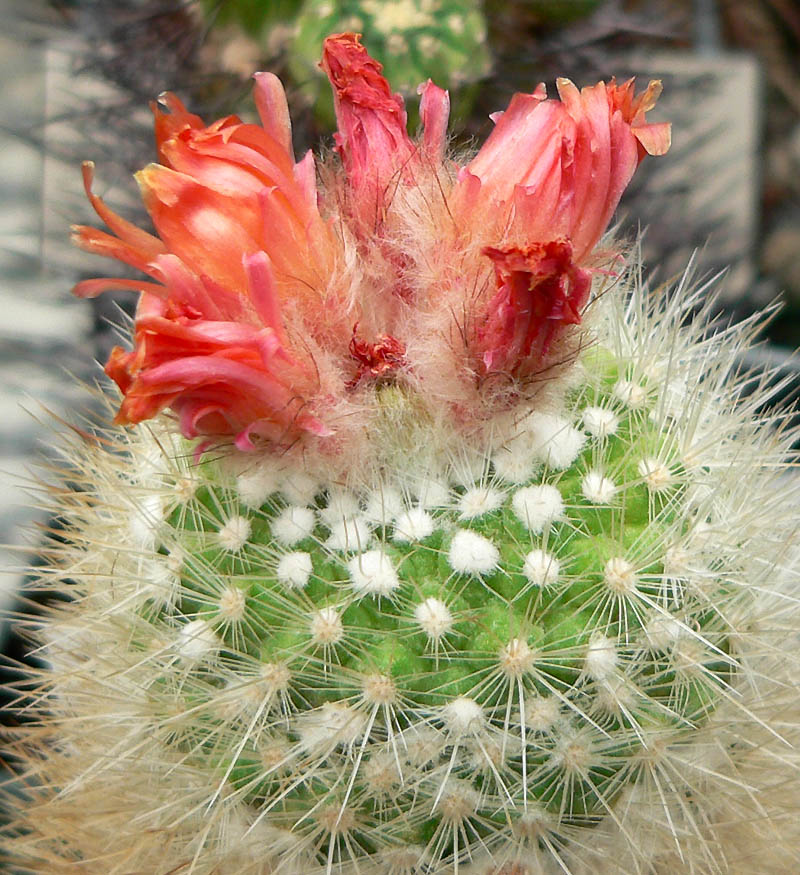
Vista de la planta

## Descripción
Parodia nivosa crece de forma individual. Los tallos son de color verde apagado, esféricos a cilíndricos que alcanzan una altura de hasta 15 centímetros y un diámetro y 8 cm. El ápice es densamente lanoso blanco. Tiene hasta 21 costillas que están dispuestas en espiral y muy divididas en protuberancias cónicas. En ellas se encuentran las areolas que son de color blanco con cuatro blancas espinas centrales rectas, como cerdas. Tienen una longitud de hasta 2 centímetros. Los aproximadamente 18 finas espinas radiales tienen forma de pelos y son blancas y largas desde 1,5 hasta 1,8 cm de longitud. Las flores son de color rojo brillante a rojo oscuro y alcanzan diámetros de 2,5 a 3 cm y longitudes de hasta 3 centímetros. El tubo de la corola está cubierto con lana y cerdas. Los frutos son rosas inicialmente esféricos y de color negro al madurar con un diámetro de 3 a 5 milímetros y brillantes semillas marrón (o negro) 0,5 mm de largo que son lisas o estructuradas ligeramente.

## Distribución
Es endémica de Argentina. Es una especie rara en la vida silvestre.

## Taxonomía
Parodia nivosa fue descrita por Curt Backeberg y publicado en Blätter für Kakteenforschung 1934(12): 3. 1934.
Etimología
Parodia: nombre genérico que fue asignado en honor a Lorenzo Raimundo Parodi (1895–1966), botánico argentino.
nivosa: epíteto latino que significa "nevada".
Sinonimia
- Parodia faustiana[4][5]